# Cynisca kigomensis
Cynisca kigomensis är en ödleart som beskrevs av  Dunger 1968. Cynisca kigomensis ingår i släktet Cynisca och familjen Amphisbaenidae. Inga underarter finns listade i Catalogue of Life.